# Chiesa di Santa Felicita al Fiume di Gattaia
La chiesa di Santa Felicita al Fiume di Gattaia si trova a Gattaia, nel comune di Vicchio, nella valle del torrente Muccione.
L'edificio sacro presenta sulla facciata un rosone con l'immagine della santa patrona ed un campanile a vela.

## Origini
La prima chiesa parrocchiale di Gattaia era un edificio sacro, chiamato oggi "chiesa vecchia", che aveva annesso un ospedale per pellegrini e l'iscrizione sulla porta A.D. 1383, riferito ad una sua ricostruzione, perché le origini di questo edificio risalivano al XIII secolo.
La chiesa di Santa Felicita al Fiume di Gattaia formava l'oratorio della Compagnia ed aveva annessa la chiesa di San Martino a Pagliariccio, soppressa in precedenza.